# Joachim Querfurt
Joachim Querfurt (* in Braunschweig; gestorben 1698) war ein Holzbildhauer des Frühbarock im Herzogtum Braunschweig.

## Leben und Wirken
Querfurt war vermutlich ein Bruder oder naher Verwandter von Tobias Querfurt. Er heiratete am 26. Oktober 1687 die Witwe des Bildhauers Hermann Scheller (Margarete, geborene Kettelhut) und erwarb dadurch dessen Haus und Werkstatt am Meinhardshof 5. Am 25. Oktober 1693 schloss er eine zweite Ehe, aus der eine Tochter stammt, die am 26. Dezember 1697 getauft wurde und bei der Sebastian Huggenberg der Taufpate war.
Querfurt schnitzte das Grabmal für den Geheimen Kriegsrat, Generalmajor und Oberkommandanten von Braunschweig und Wolfenbüttel Tobias Schmiedberg († 2. Februar 1690). Er war von 1689 bis 1694 beim Schlossbau von Salzdahlum und anschließend von 1695 bis 1697 beim Bau der Trinitatiskirche I in Wolfenbüttel beschäftigt. Am 18. Juni 1698 bekam den Auftrag für 1.000 Taler den Hochaltar der Benediktikirche in Quedlinburg zu bauen, dessen Fertigstellung er nicht mehr erlebte. In diesem Auftrag ist ferner die Übertragung eines Altarwandbaus durch den Hofbildhauer Sebastian Huggenberg in Wolfenbüttel dokumentiert, dessen Ausführung Querfurt überwachen sollte. Gemeinsam mit diesem fertigte er auch mehrere Statuen für das Schloss und die Parkanlage in Salzdahlum an. Querfurt war wohl bereits zu diesem Zeitpunkt schwer erkrankt. Nach seinem Tod wurde der Hochaltar 1700 von seinem Mitarbeiter Hugenberg vollendet. Zu der Gemeinschaft der Künstler, die an der Ausführung dieser Arbeit beteiligt waren gegörten auch Tobias Querfurt und der Maler Joachim Luhn aus Harnburg. Querfurts künstlerischer Schwerpunkt lag vermutlich in der Anfertigung von Kleinplastiken, so dass ihm eine 24 cm hohe Elfenbeinbüste des Herzogs Anton Ulrich aus dem Jahr 1685 zugeschrieben wurde.